# Alges Maasikmets
Alges Maasikmets (* 18. August 1968 in Tallinn) ist ein ehemaliger estnischer Radrennfahrer und nationaler Meister im Radsport.

## Sportliche Laufbahn
Maasikmets war im Straßenradsport und im Mountainbikesport aktiv. 1982 begann er mit dem Radsport. 1990 gewann er den Rosendahl Grand Prix in Finnland. 1993 gewann er die nationale Meisterschaft im Straßenrennen, 1994 wurde er Dritter der Meisterschaft. Er wurde von 1987 bis 2014 neunzehnmal estnischer Meister im Mountainbikesport und im Straßenradsport. Ab 1991 startete er für französische und spanische Vereine. 1991 holte er einen Etappensieg im An Post Rás. 1997 siegte er im Rennen Elva Rattapäev, 1998 im Tartu Rattamaraton.
1996 startete Maasikmets im Mountainbikerennen bei den Olympischen Sommerspielen in Atlanta. Dort beendete er das Rennen nicht.